# Hunger Games: Vražedná pomsta
Hunger Games: Vražedná pomsta je pokračování filmu Hunger Games. Natočen byl podle knihy Vražedná pomsta. Do kin vstoupil v roce 2013 a hlavní roli si zahráli opět Jennifer Lawrenceová a Josh Hutcherson. Opět se vrátilo původní obsazení jako Liam Hemsworth, Elisabeth Banks, Woody Harrelson, Willow Shields, Lenny Kravitz nebo Donald Sutherland. Nové tváře ztvárnili například Sam Claflin, Jena Malone nebo Philip Seymour Hoffman.

## Obsah
Katniss a Peeta jedou na okružní cestu přes všechny kraje, aby se představili jako vítězové 74. hladových her. Začínají v jedenáctém kraji a končí v Kapitolu. Prazident Snow chce aby Katniss dokázala, že její čin s bobulemi byl proveden z lásky k Peetovi. Kapitol je nadšen, ale kraje nejsou zcela přesvědčeny. Peeta tedy žádá Katniss o ruku a ona souhlasí. To ale pro přesvědčení prezidenta nestačí a začíná 75. ročník hladových her – třetí čtvrtohry.
Každé čtvrtstoletí jsou Hladové hry jiné. Před 75 lety se Kapitolané dohodli na tom co se bude každé čtvrtohry dít. První čtvrtohry si lidé své splátce museli vybrat všeobecným hlasováním. Druhé čtvrtohry byl dvojnásobek splátců – v těchto hrách vyhrál Haymitch. Tyto čtvrtohry se bude vybírat z žijících výherců Hladových her, na důkaz toho, že i ti nejsilnější nepřemohou Kapitol.
Katniss a Peeta jdou zpět do arény. Tentokrát si snaží najít do arény spojence. Na rozhovor před hrami se mají Katniss a Peeta obléci do svatebního. Cinna promění Katnissiny svatební šaty v kostým reprodrozda (symbol revoluce) a Peeta v domnění, že může hry zastavit, prohlásí, že je Katniss těhotná, ale hry se přesto konají.
V aréně mají za spojence Finnicka, který Peetovi zachrání nejednou život. Postupně zjišťují, že aréna jsou obrovské hodiny které jim každou hodinu připraví nové utrpení. Za pomoci Diodova vynálezu vyhazuje Katniss arénu do vzduchu. Diod, Finnick a Katniss jsou z arény zachráněni a dovezeni do třináctého kraje. Ostatní soutěžící zajme Kapitol.

## Obsazení
| Jennifer Lawrenceová    | Katniss Everdeen          |
| Josh Hutcherson         | Peeta Mellark             |
| Liam Hemsworth          | Gale Hawthorne            |
| Woody Harrelson         | Haymitch Abernathy        |
| Elizabeth Banks         | Effie Trinket             |
| Lenny Kravitz           | Cinna                     |
| Philip Seymour Hoffman  | Plutarch Heavensbee       |
| Jeffrey Wright          | Beetee Latier             |
| Stanley Tucci           | Caesar Flickerman         |
| Donald Sutherland       | prezident Coriolanus Snow |
| Toby Jones              | Claudius Templesmith      |
| Sam Claflin             | Finnick Odair             |
| Jena Malone             | Johanna Mason             |
| Lynn Cohen              | Mags                      |
| Amanda Plummer          | Wiress                    |
| Meta Golding            | Enobaria                  |
| Bruno Gunn              | Brutus                    |
| Alan Ritchson           | Gloss                     |
| Stephanie Leigh Schlund | Cashmere                  |
| E. Roger Mitchell       | Chaff                     |
| Maria Howell            | Seeder                    |
| Willow Shields          | Primrose "Prim" Everdeen  |
| Paula Malcomson         | paní Everdeenová          |
| Nelson Ascencio         | Flavius                   |
| Bruce Bundy             | Octavia                   |
| Patrick St. Esprit      | Romulus Thread            |

## Ocenění a nominace
| Ocenění                         | Kategorie                                      | Nominovaný                                                     | Výsledky  |
| ------------------------------- | ---------------------------------------------- | -------------------------------------------------------------- | --------- |
| Cena Grammy                     | nejlepší píseň napsaná pro vizuální média      | "Atlas" – Coldplay                                             | nominace  |
| Cena Saturn                     | nejlepší sci-fi film                           |                                                                | nominace  |
| Cena Saturn                     | nejlepší režisér                               | Francis Lawrence                                               | nominace  |
| Cena Saturn                     | nejlepší ženský herecký výkon v hlavní roli    | Jennifer Lawrenceová                                           | nominace  |
| Cena Saturn                     | nejlepší ženský herecký výkon ve vedlejší roli | Jena Malone                                                    | nominace  |
| Cena Saturn                     | nejlepší výprava                               | Philip Messina                                                 | nominace  |
| Cena Saturn                     | nejlepší střih                                 | Alan Edward Bell                                               | nominace  |
| Cena Saturn                     | nejlepší kostýmy                               | Trish Summerville                                              | vítězství |
| Critics' Choice Movie Awards    | nejlepší akční film                            |                                                                | nominace  |
| Critics' Choice Movie Awards    | nejlepší herečka (akční film)                  | Jennifer Lawrenceová                                           | nominace  |
| Critics' Choice Movie Awards    | nejlepší píseň                                 | "Atlas" – Coldplay                                             | nominace  |
| Filmové ceny MTV                | nejlepší film                                  |                                                                | vítězství |
| Filmové ceny MTV                | nejlepší mužský herecký výkon                  | Josh Hutcherson                                                | vítězství |
| Filmové ceny MTV                | nejlepší ženský herecký výkon                  | Jennifer Lawrenceová                                           | vítězství |
| Filmové ceny MTV                | nejlepší výkon bez trička                      | Sam Claflin                                                    | nominace  |
| Filmové ceny MTV                | nejlepší souboj                                | Jennifer Lawrenceová, Josh Hutcherson, & Sam Claflin vs. opice | nominace  |
| Filmové ceny MTV                | nejlepší zloduch                               | Donald Sutherland                                              | nominace  |
| Filmové ceny MTV                | nejlepší transformace                          | Elizabeth Banks                                                | nominace  |
| Filmové ceny MTV                | nejoblíbenější postava                         | Katniss Everdeen                                               | nominace  |
| Hollywood Film Awards           | nejlepší píseň                                 | "Atlas" – Coldplay                                             | vítězství |
| Golden Trailer Awards           | nejlepší plakát (akční film)                   |                                                                | nominace  |
| Golden Trailer Awards           | nejlepší nezávislý plakát                      |                                                                | nominace  |
| Kids' Choice Awards             | nejoblíbenější film                            |                                                                | vítězství |
| Kids' Choice Awards             | nejoblíbenější filmová herečka                 | Jennifer Lawrenceová                                           | vítězství |
| Kids' Choice Awards             | nejoblíbenější nakopávač zadků (žena)          | Jennifer Lawrenceová                                           | vítězství |
| Kids' Choice Awards             | nejoblíbenější nakopávač zadků (žena)          | Jena Malone                                                    | nominace  |
| IGN's Best of 2013 Movie Awards | nejlepší film                                  |                                                                | nominace  |
| IGN's Best of 2013 Movie Awards | nejlepší sci-fi film                           |                                                                | nominace  |
| IGN's Best of 2013 Movie Awards | nejlepší filmový plakát                        |                                                                | nominace  |
| People's Choice Awards          | nejlepší film konce roku                       |                                                                | vítězství |
| San Diego Film Critics Society  | nejlepší ženský herecký výkon ve vedlejší roli | Elizabeth Banks                                                | nominace  |
| San Diego Film Critics Society  | nejlepší střih                                 | Alan Edward Bell                                               | nominace  |
| Teen Choice Awards              | nejlepší sci-fi/fantasy film                   |                                                                | vítězství |
| Teen Choice Awards              | nejlepší filmová herečka (sci-fi/fantasy)      | Jennifer Lawrenceová                                           | vítězství |
| Teen Choice Awards              | nejlepší filmový herec (sci-fi/fantasy)        | Liam Hemsworth                                                 | nominace  |
| Teen Choice Awards              | nejlepší filmový herec (sci-fi/fantasy)        | Josh Hutcherson                                                | vítězství |
| Teen Choice Awards              | nejlepší filmový zloduch                       | Donald Sutherland                                              | vítězství |
| Teen Choice Awards              | zloděj scén: muž                               | Sam Claflin                                                    | nominace  |
| Teen Choice Awards              | nejlepší polibek                               | Jennifer Lawrenceová a Josh Hutcherson                         | nominace  |
| Zlatý glóbus                    | nejlepší píseň                                 | "Atlas" – Coldplay                                             | nominace  |